# クリソン
クリソンまたはクリッソン（Clisson）は、フランス、ペイ・ド・ラ・ロワール地域圏、ロワール＝アトランティック県のコミューン。
クリソンは歴史的なブルターニュの一部で、クリソン城はマルシュ・ド・ブルターニュにおけるポワトゥーおよびアンジューに対する防衛の要であった。町はまた、トスカーナ様式に触発された建築様式から、『イタリア風のクリソン』（Clisson l'italienne）として知られている。

## 地理

県におけるクリッソンの位置

クリソンはペイ・デュ・ヴィニョーブル・ナンテの南東境界線に位置し、セーヴル・ナンテーズ川谷の中にある。ナントの南東25km、モンテーギュの15km北。ショレの35km西にある。
クリソンはメーヌ＝エ＝ロワール県、ヴァンデ県と境を接しており、ナントからショレ、ラ・ロッシュ＝シュル＝ヨンの3都市の中間に位置している。クリソンは都市的地域の中心をなしている。
町はセーヴル・ナンテーズ川とモワンヌ川の合流地点にあるため、繰り返し洪水にみまわれている。1983年の洪水では町の大半が水面下に水没した。
ロワール＝アトランティック県は海洋性気候である。ロワール川の河口が近いこと、目だった地形の高低がないことが大きな影響を与えている。冬は穏やかで雨が多く、夏は比較的すごしやすい。雨は頻繁に降るが、強くは降らない。年間降水量は約820mmである。降雪は例外的である。

## 由来
最古の証明されているつづりは、1075年にClizun、1152年のClicioである。
クリソンの名には以下の由来がある。
- Clisseは、生垣に囲まれた囲い地を髣髴とさせる単語である。ガリア語とラテン語の接尾辞-onemが付けられてその存在を示している。しかしこの単語は12世紀以前のフランス語では証明されていない[3]。
- ケルト語（またはガリア語）のklesiodunon。これは『要塞の剣』と訳される[4]。しかし、剣はガリア語でcladioという。ブルトン語ではkleze(ñv)、標準的なケルト語ではcladiioという[5]。
- ラテン語の人名Cliccius。地元の人物を指したものに接尾辞の-onemが付いた[6]。このラテン語人名を起源とする同名の地名としてクレシー（カルヴァドス県。9世紀の名はCliciacum）がある[6]。

クリソンはガロ語とポワトヴァン語（オイル語の一種）の境界線上にあり、ガロ語の名Cliczonを持つ。

## 歴史

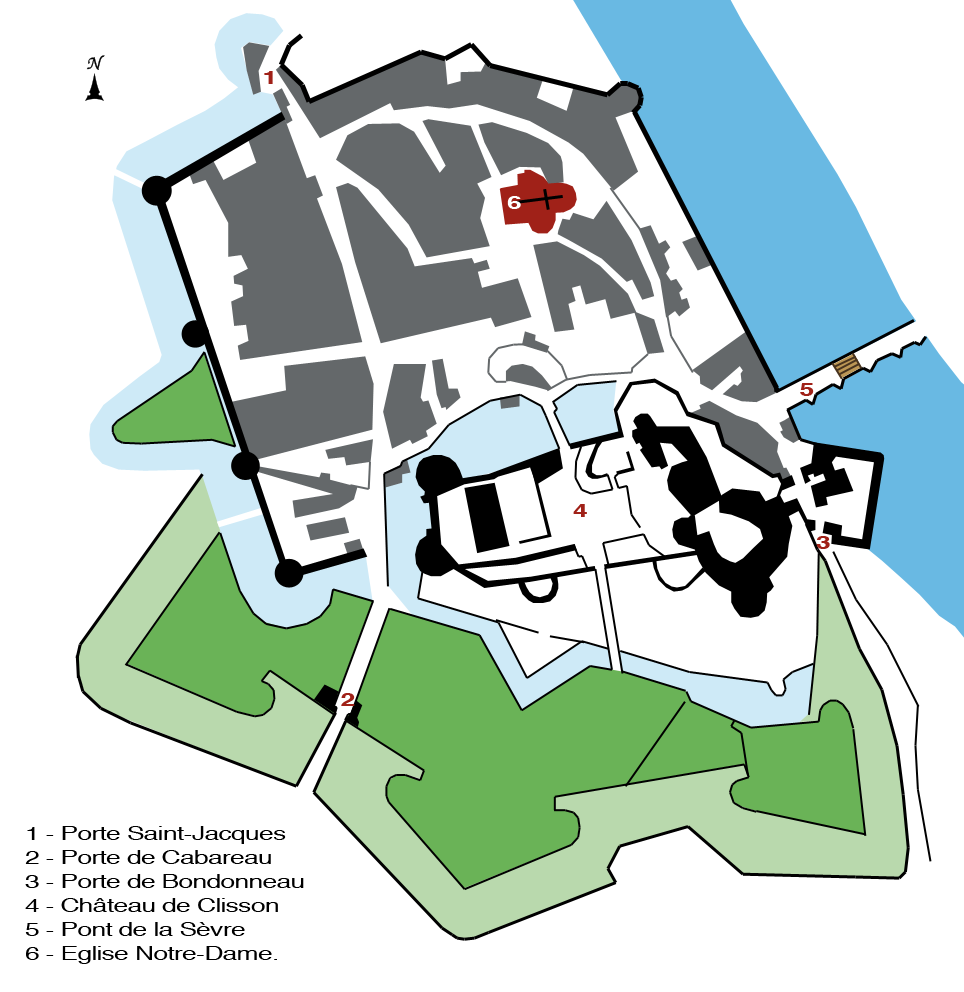
15世紀のクリッソンの城砦地図

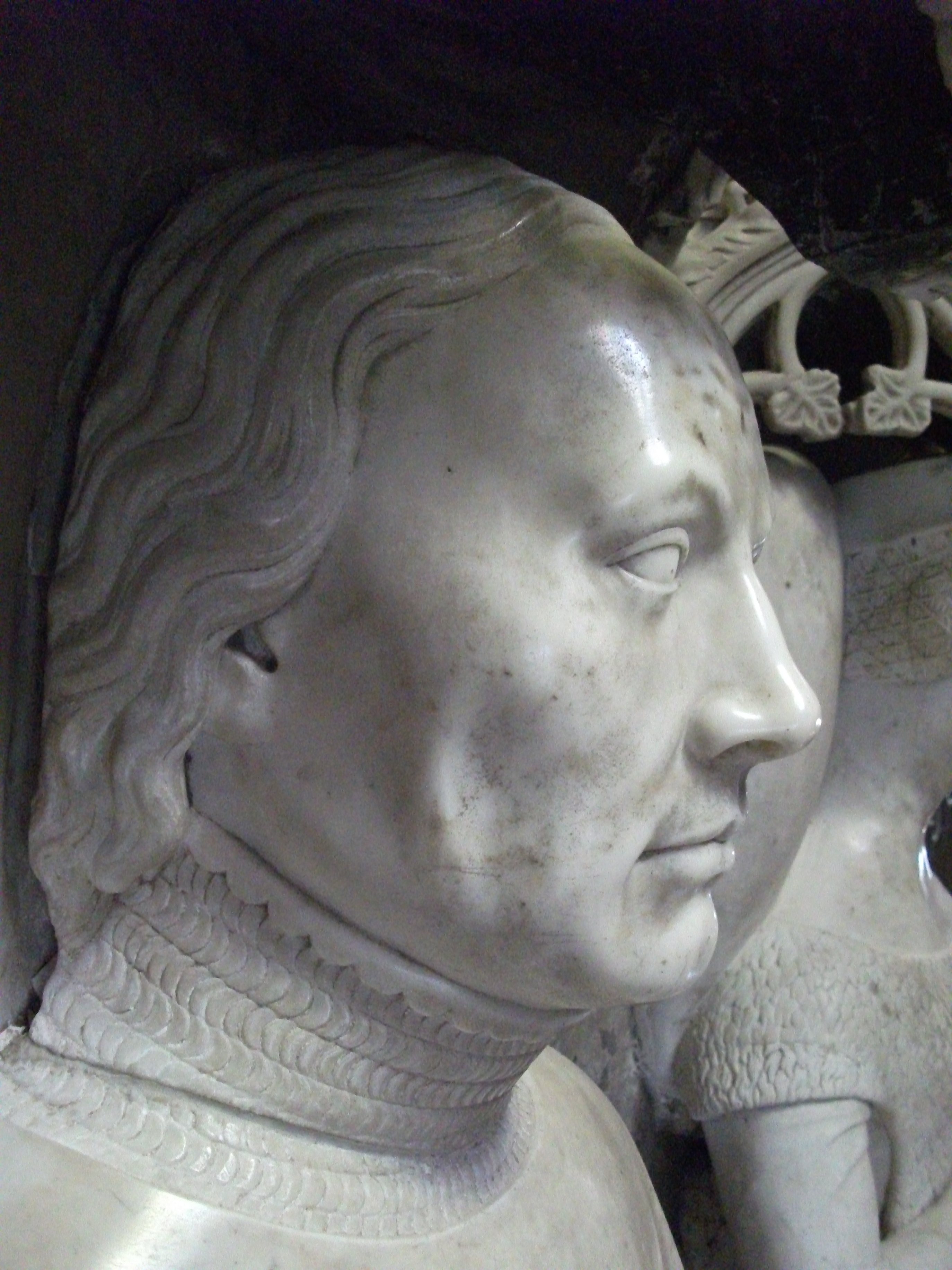
オリヴィエ5世・ド・クリソン

古代、クリソンはガリア系のピクトン人の地域と、ガリア・アクィタニアの大西洋側地域であるアクィタニア・セクンダ（fr）の境界にあった。
クリソンの谷は、エルボージュ伯領の一部であった。ブルトン人の領土に決定的に含まれたのは、西フランク王シャルル2世とブルターニュ王エリスポエがアンジェ条約を結んでからである。エリスポエはモージュ、エルボージュを併合し、同時代に隣接するペイ・ド・レも併合した。クリソンはマルシュ・ド・ブルターニュに併合された。12世紀の間のクリソン谷の構造は、クリソン城の周りにあった。セーヴル川を見下ろす岩の露頭の上にギヨーム・ド・クリソンが建設を始め、その子孫である高名なフランス元帥オリヴィエ5世・ド・クリソンまで代が続いた。
ブルターニュ継承戦争の挿話は、ブルターニュ公位継承の支援をした、オリヴィエ4世・ド・クリソンとその弟アモーリーにスポットを当てている。オリヴィエ4世はイングランド王エドワード3世と陰謀を企んだと糾弾され、パリで斬首された。百年戦争の間、彼の息子オリヴィエ5世がこの対立のキーパーソンとなった。彼は戦闘での逆転や武勇によって知られている。
彼の娘マルグリット・ド・クリソン（パンティエーヴル伯ジャン1世・ド・シャティヨンの妻）はマルゴと呼ばれた、非常に魅力的な女性であった。1420年5月、野心を持つパンティエーヴル伯爵夫人はブルターニュ公ジャン5世とその弟エタンプ伯リシャールをだまし、シャントソー城の虜囚とした。蜂起が起きたため、彼女は主君を釈放せざるを得なくなり、財産を没収され、クリソンはエタンプ伯リシャールの親王采地となり、ブルターニュ公家の管理下に入った。
クリソン谷は15の教区で構成されていた。その中には小さなジェティニェ領、モニエール領、そして多くの宗教共同体の定住地があった（テンプル騎士団、ベネディクト会、コルドリエ会）。1433年、ブルターニュ公フランソワ2世はクリソン城で誕生している。この時代に辺境地帯であった谷は、商品税が免除されていた。谷は主要な商業圏であった。セーヴル川とモワンヌ川の水力が利点であった。14の製革業者、小さなでんぷん工場、製紙を行う6つの風車があった。
ブルターニュ公フランソワ2世の死後、彼の庶子フランソワ・ド・アヴォグールがクリソン領主となった。
1709年に『偉大な冬』はクリソンにとって恐ろしいもので、ブドウや小麦を凍らせてしまった。1710年、セーヴル川の洪水で水があふれた。1770年には別の洪水が起きている。水位は川の低水位から7.62mにまで上昇した。1780年前後には、天然痘や赤痢の流行があった。1790年から1795年までクリッソンは地区の行政中心地だった。
フランス革命、そしてヴァンデ戦争の時代、クリソンの谷は荒廃していた。1793年2月23日、国民公会は30万人募兵令を出し国民皆兵を決定した。クリソンは、地域の他の教区と同じように、兵士の募集に応じなかった。1793年3月10日、暴動がクリソン地区で始まった。ヴァンデ軍は3月15日にクリソンを占領した。3月18日、町から共和国側が排除されたことで、最初の虐殺が始まり住宅が燃やされた。9月16日、ジャン＝バティスト・クレベール率いるマイエンヌ軍がクリソンに入った。町から避難した後で、彼らは城やかなりの数の住宅に火をつけた。1794年1月24日、共和国側の地獄部隊が町を占領し、虐殺が依然として発生していた。町は完全に破壊された。クリソンは約2年間寂れたままだった。住民たちは避難したか、殺されてしまったのである。
反共和国側の叛徒によってイタリアから追放されたナント生まれの2人、ピエールとフランソワのカコー兄弟（それぞれ画家と外交官）は、フランスに帰国し、1798年に谷の魅力にとりつかれてクリソンに住居をかまえた。イタリア文化と建築様式に強く影響を受け、トスカーナ地方の都市をモデルに、廃墟となっていた町の再建に着手し、現在の外観を与えたのである。フランソワ・カコーの友人、フランソワ・フレデリック・ルモもクリソンにひきつけられた。彼は1805年に最初に城内のウサギ飼育場（かつてクリソン領主の狩場であった）を入手し、1807年には城も獲得した。19世紀から現在まで、クリソン谷には多くの製革業、製粉業、レンガ製造業、製紙業の工場があった。高架橋がモワンヌ川をまたぐように、1840年から1841年にかけてナント-ポワティエ間の軸として建設された。
クリソンでは1906年、1960年、1983年と洪水が起きている。

## 人口統計
| 1962年 | 1968年 | 1975年 | 1982年 | 1990年 | 1999年 | 2006年 | 2011年 |
| ------ | ------ | ------ | ------ | ------ | ------ | ------ | ------ |
| 3719   | 4179   | 4537   | 4959   | 5495   | 5932   | 6600   | 6633   |

参照元:1999年までEHESS/Cassini、2004年以降INSEE

## 経済
クリソンは、ナントおよびサン＝ナゼール商工会議所に属している。ワイン生産にはミュスカデが含まれ、ミュスカデ・セーヴル・エ・メーヌ（fr）はAOCとなっている。

## 交通

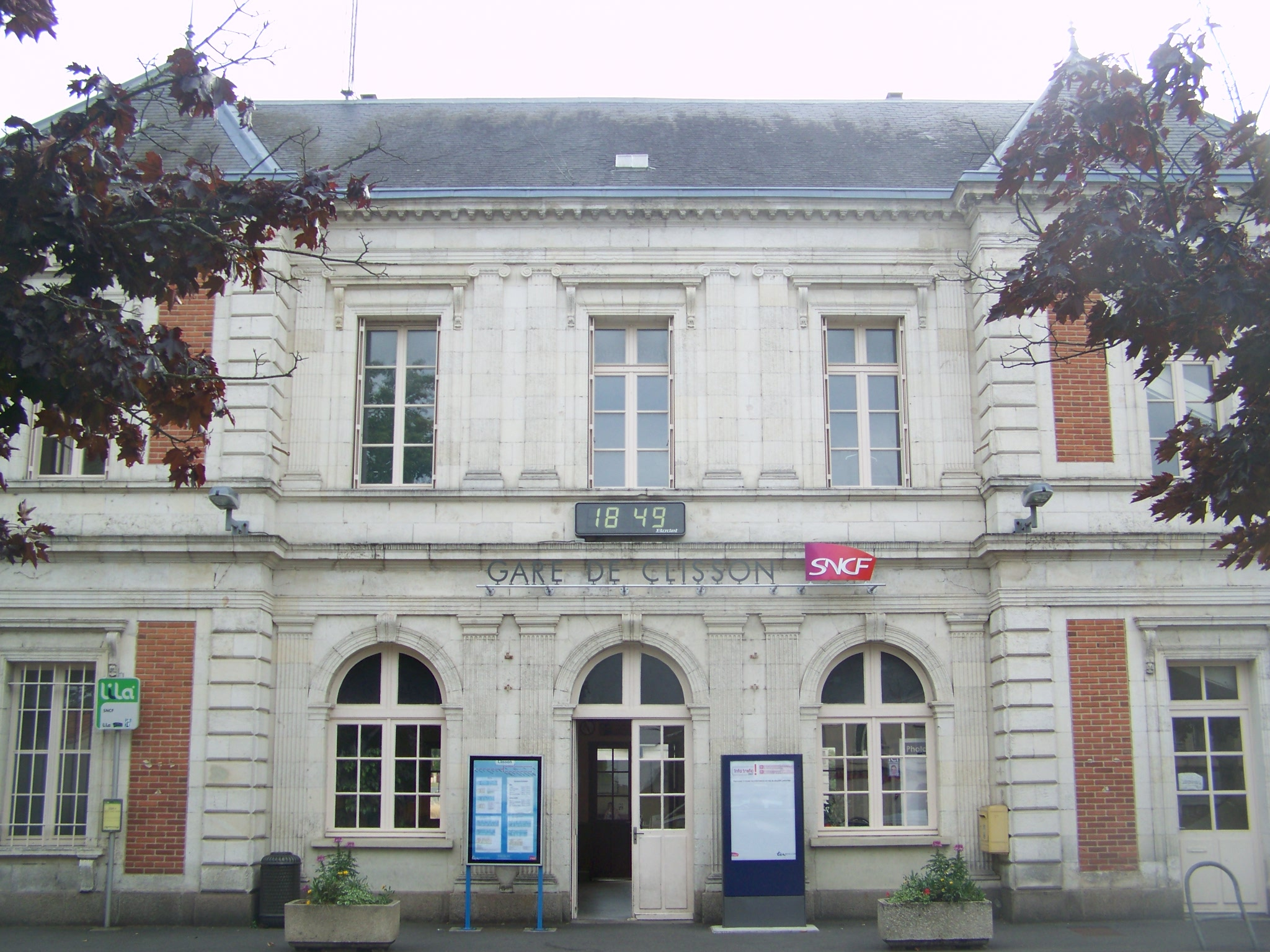
クリソン駅

クリソンには、南北をつなぐ県道763号線が通っている（ゴルジュ＝キュガン区間）。クリソンのバイパス道は、セーヴル川を渡る県道917号線、モワンヌ川を渡る県道149号線の交差点である。ロワール＝アトランティック内陸バス線、270番線はクリソンを回る。
クリソン駅はTERペイ・ド・ラ・ロワールの最古の地方駅の11つである。クリソンはナント-サント線であり、電化されてからラ・ロッシュ＝シュル＝ヨンへ延長された。2011年6月15日より、数年前から計画されていたナント-クリソン間のトラムトレイン路線が開通し、いくつか追加の設備が必要になった。クリソン駅は、ショレ方面へ向かう路線の始発駅でもある。2011年から2014年まで、クリソン駅の再開発事業が行われていた。

## 史跡
- クリソン城 - 11世紀から13世紀まで工事が続いた。封建領主であるクリソン家の城として歴史が始まる。ヴァンデ戦争の間に共和国軍によって火が放たれた。長い間廃墟であったが、20世紀に入ってから数回の修復事業が行われた。歴史的記念物[17]。
- 旧クリソン門 - 町の入り口であった。歴史的記念物[18]。
- タンプル礼拝堂 - 12世紀完成のロマネスク様式。テンプル騎士団が建設。歴史的記念物[19]。
- サン・ジャック教会 - ロマネスク様式。歴史的記念物[20]。
- ノートルダム教会 - オリヴィエ5世・ド・クリソンが建てた教会が前身。19世紀の再建。歴史的記念物[21]。
- ラ・トリニテ教会 - かつてのベネディクト会派小修道院の付属教会。歴史的記念物[22]。
- サンタントワーヌ橋 - 15世紀。歴史的記念物[23]。
- アル - 城の前にある15世紀のホール。毎週金曜日に市が開かれている。歴史的記念物[24]。
- ヴァレ橋 - 15世紀にセーヴル川に架けられた。歴史的記念物[25]。

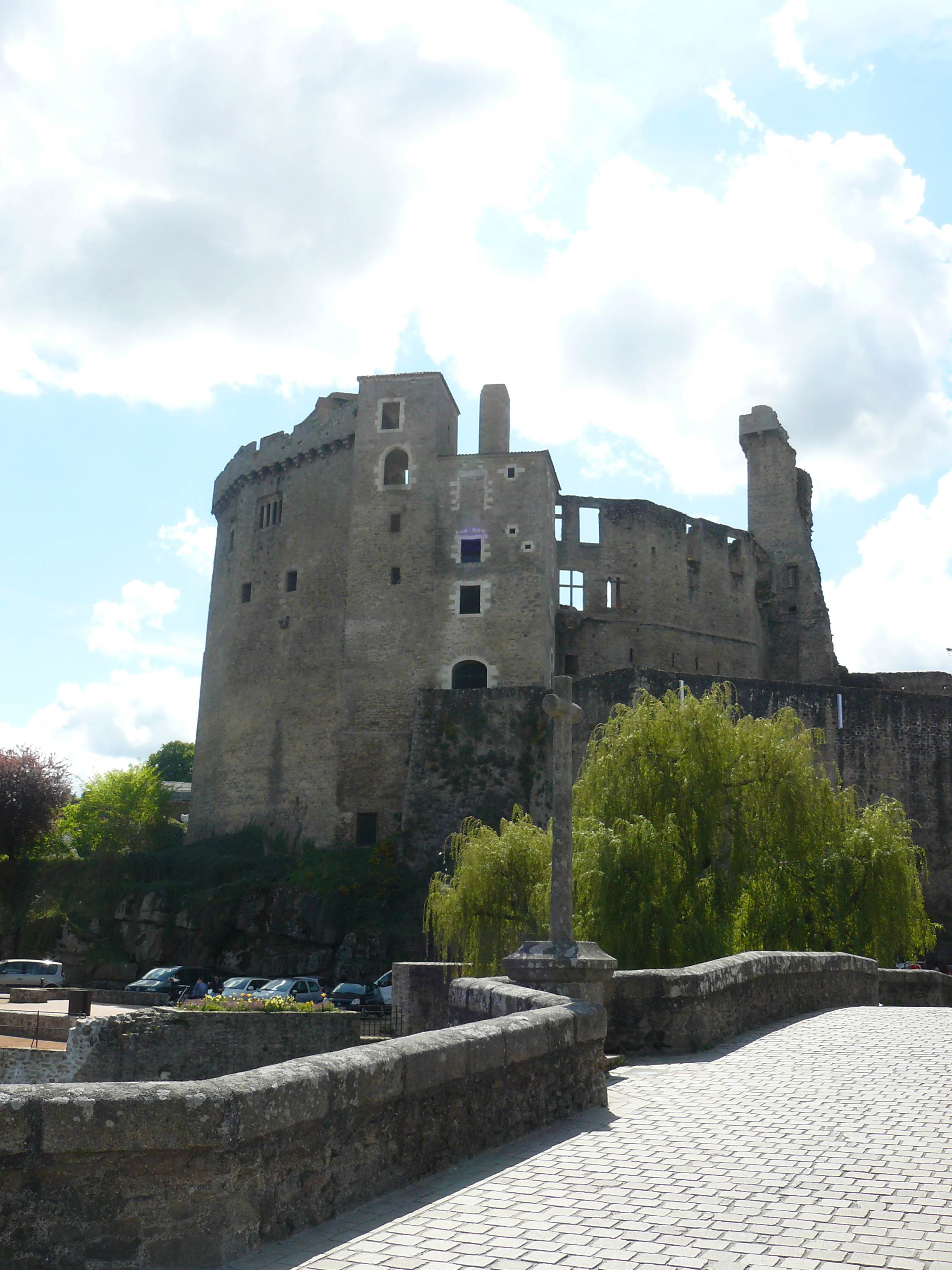
クリソン城
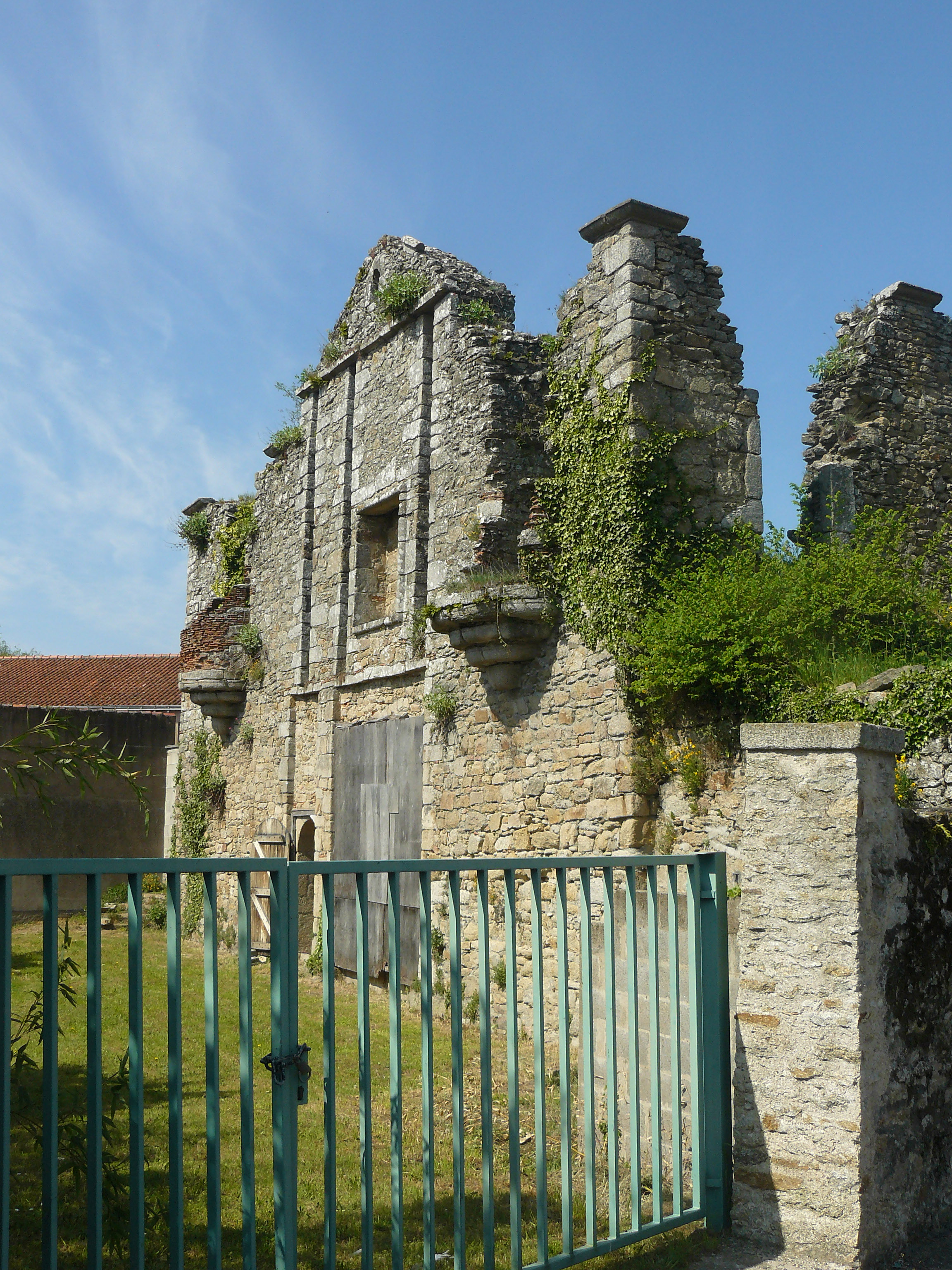
クリソン門
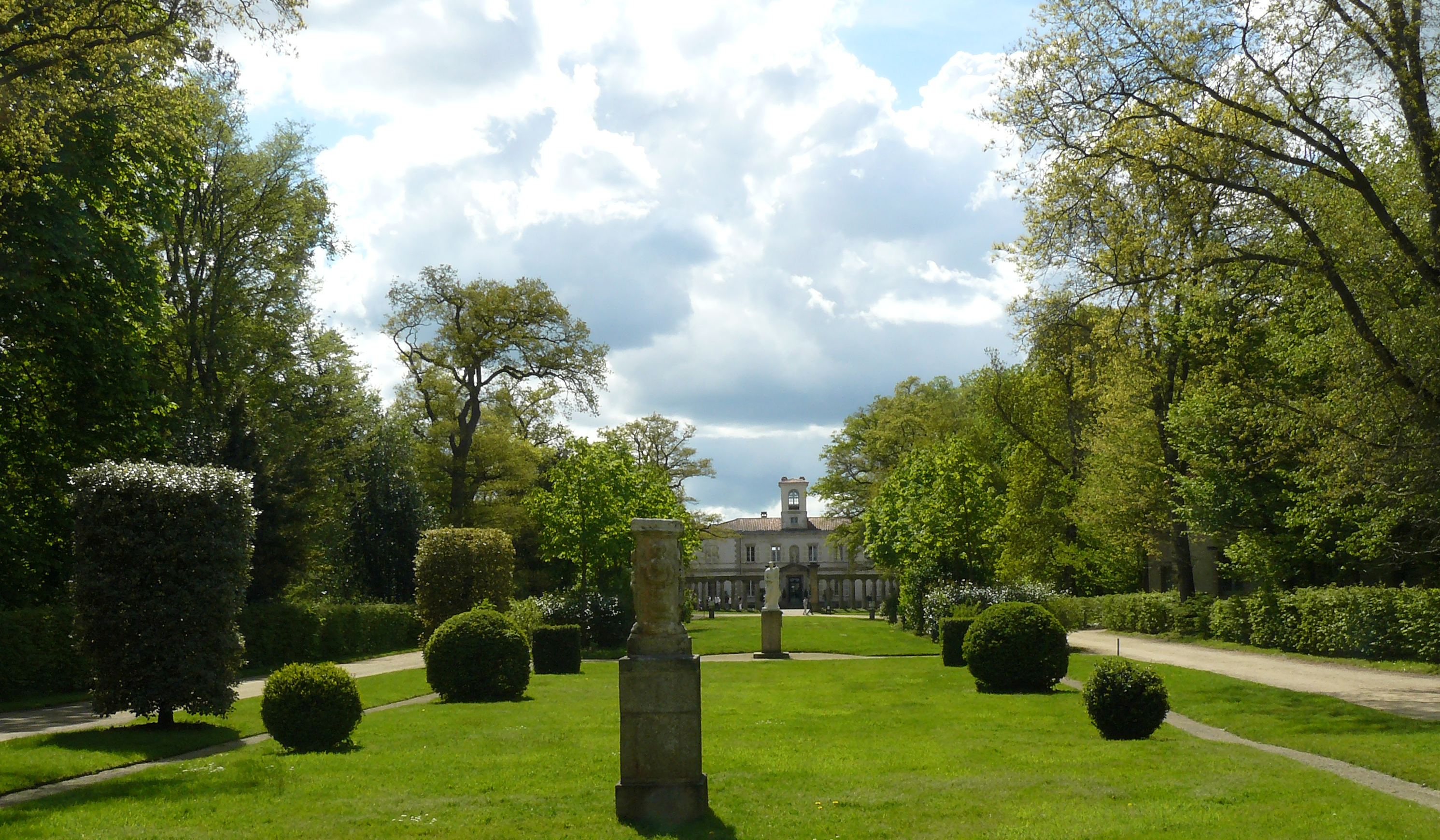
ルモがつくりあげたイタリア式庭園、ラ・ガレンヌ・ルモ
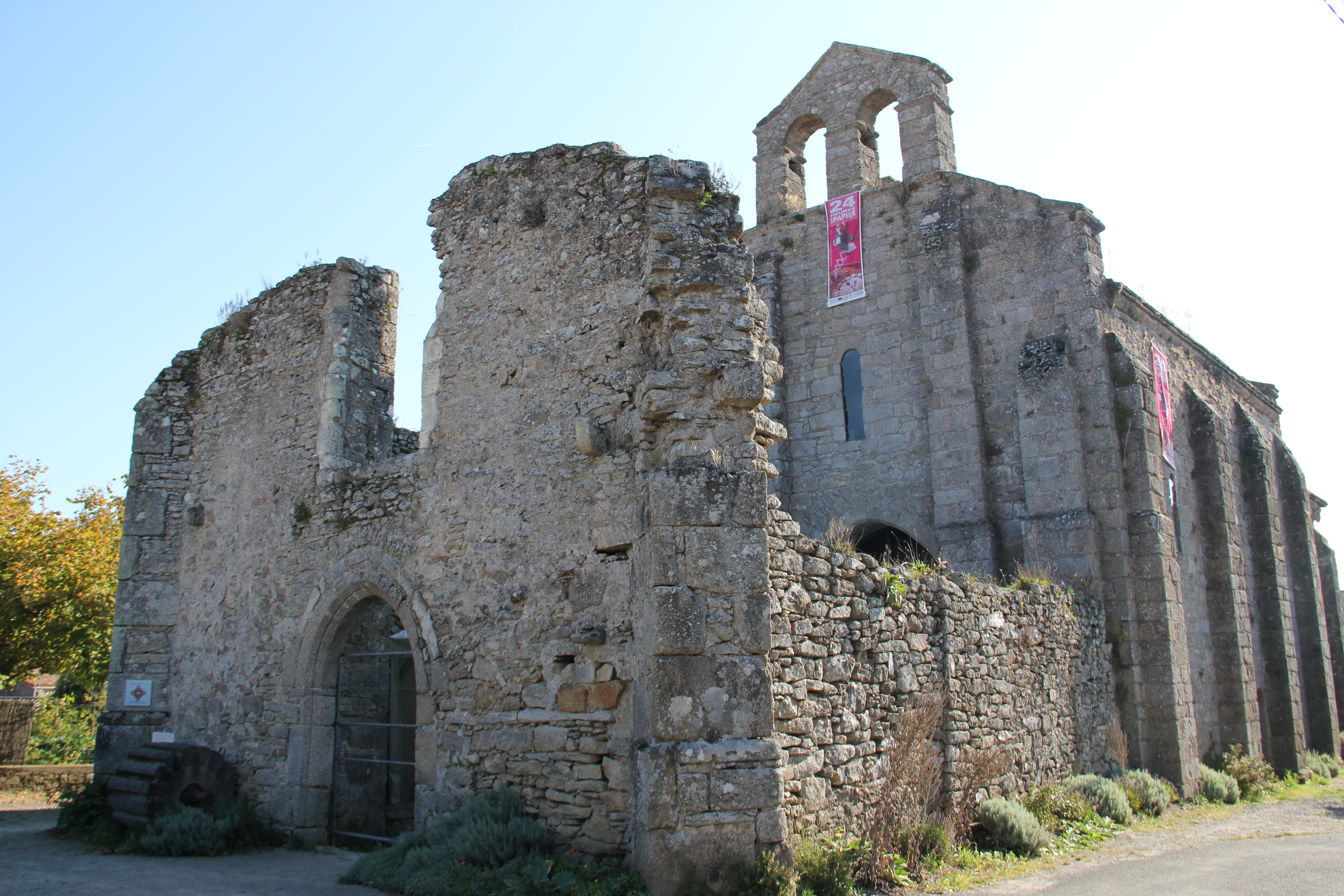
タンプル礼拝堂
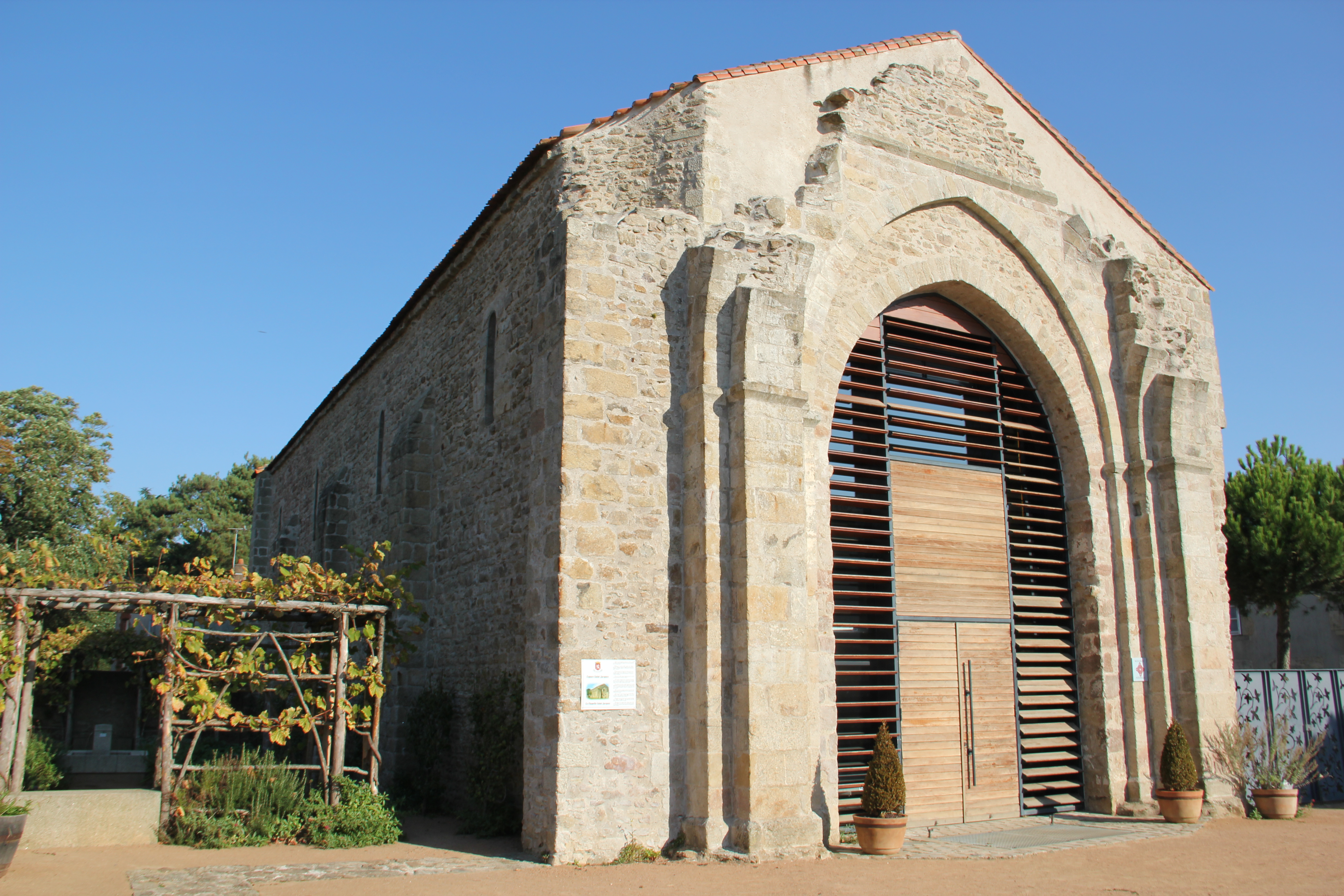
サン・ジャック教会
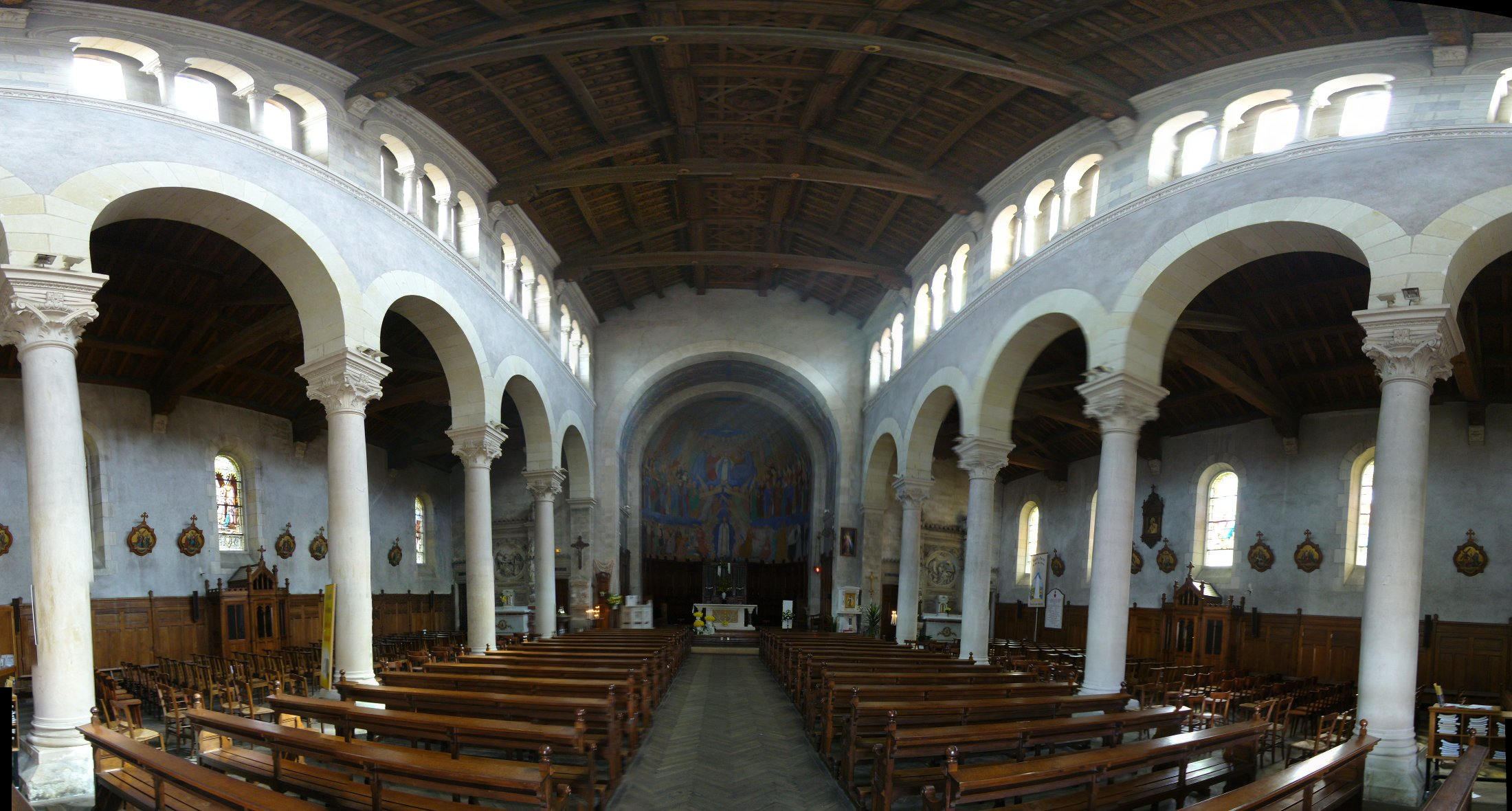
ノートルダム教会
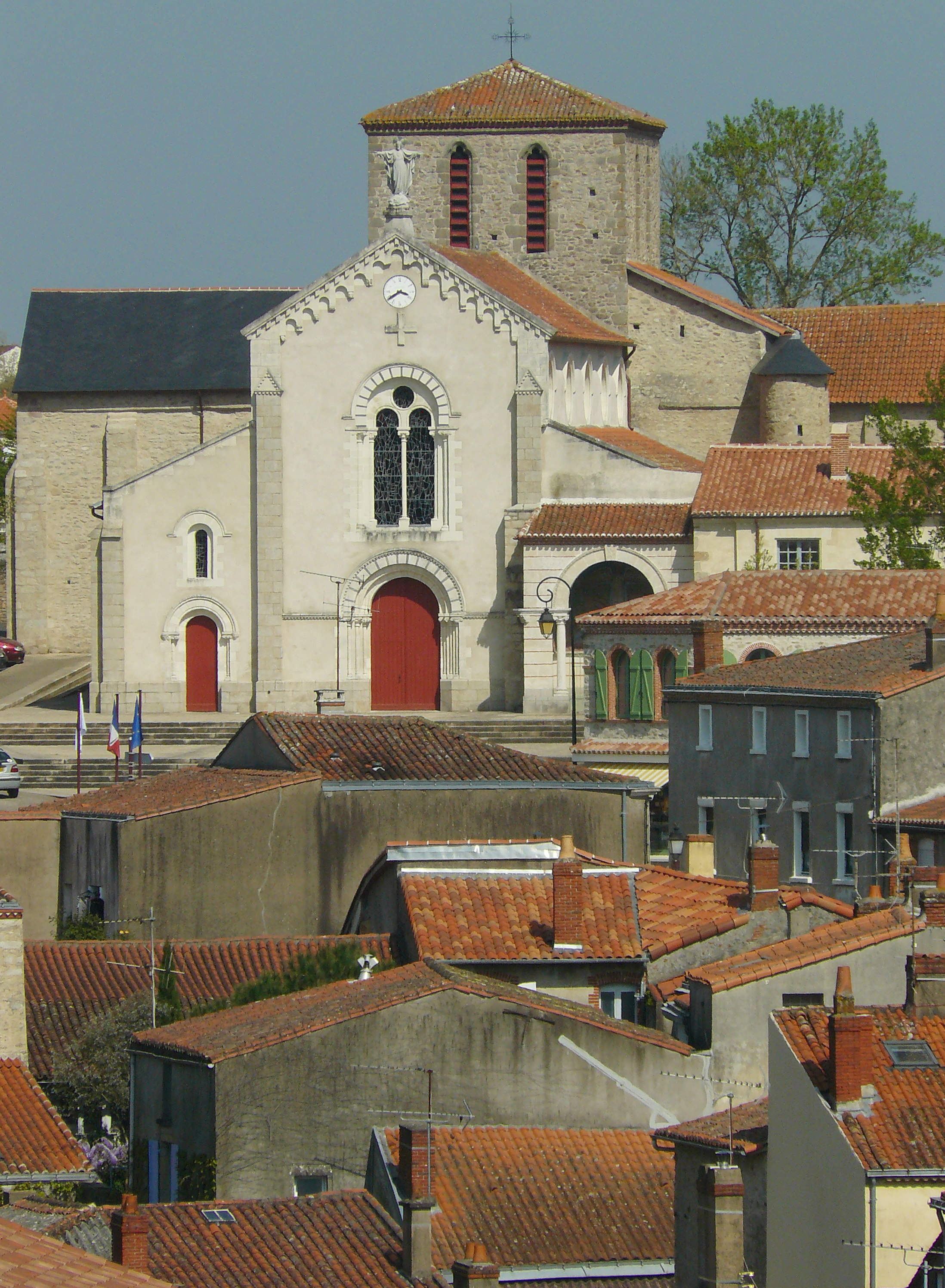
ラ・トリニテ教会
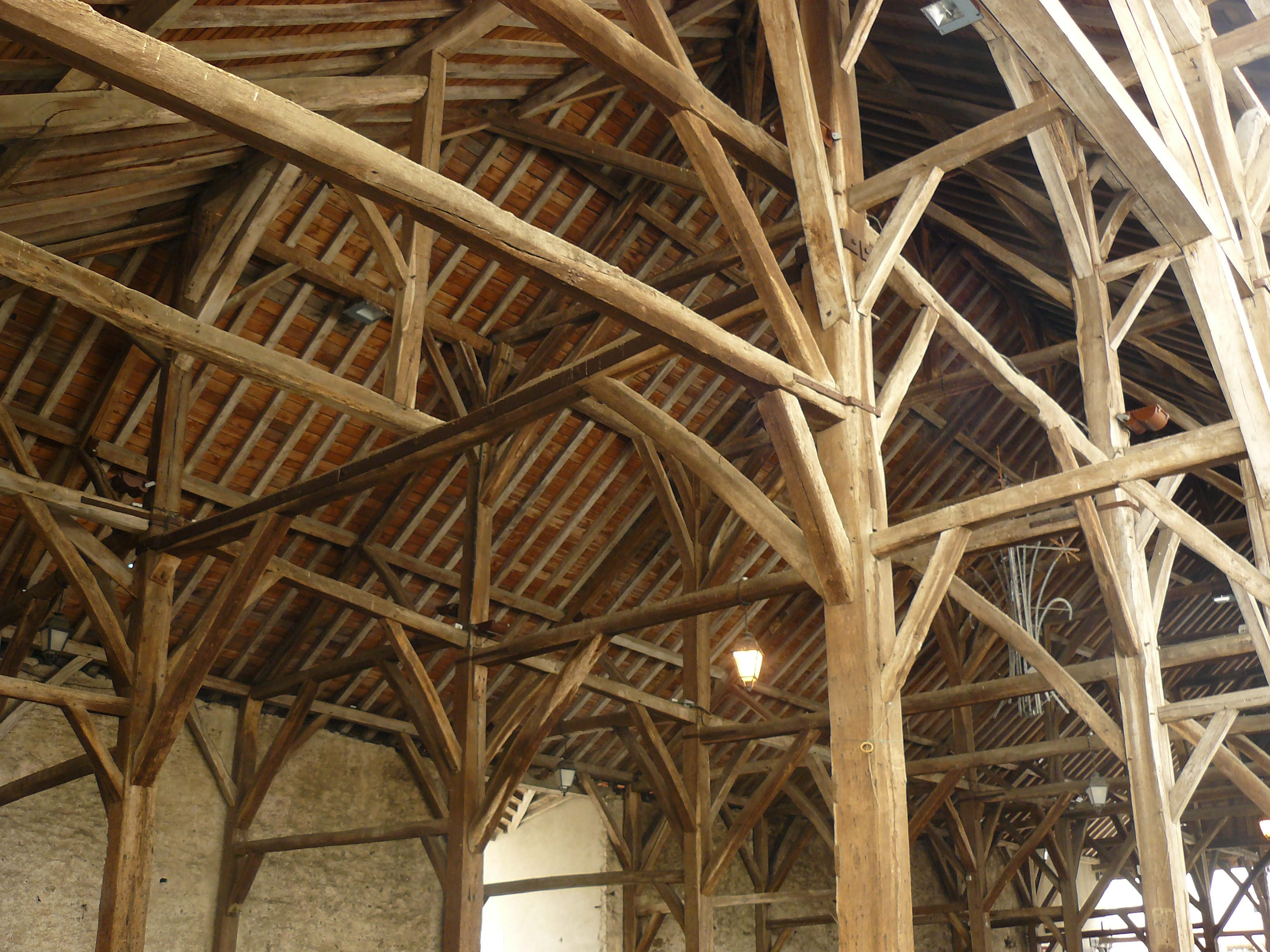
アル
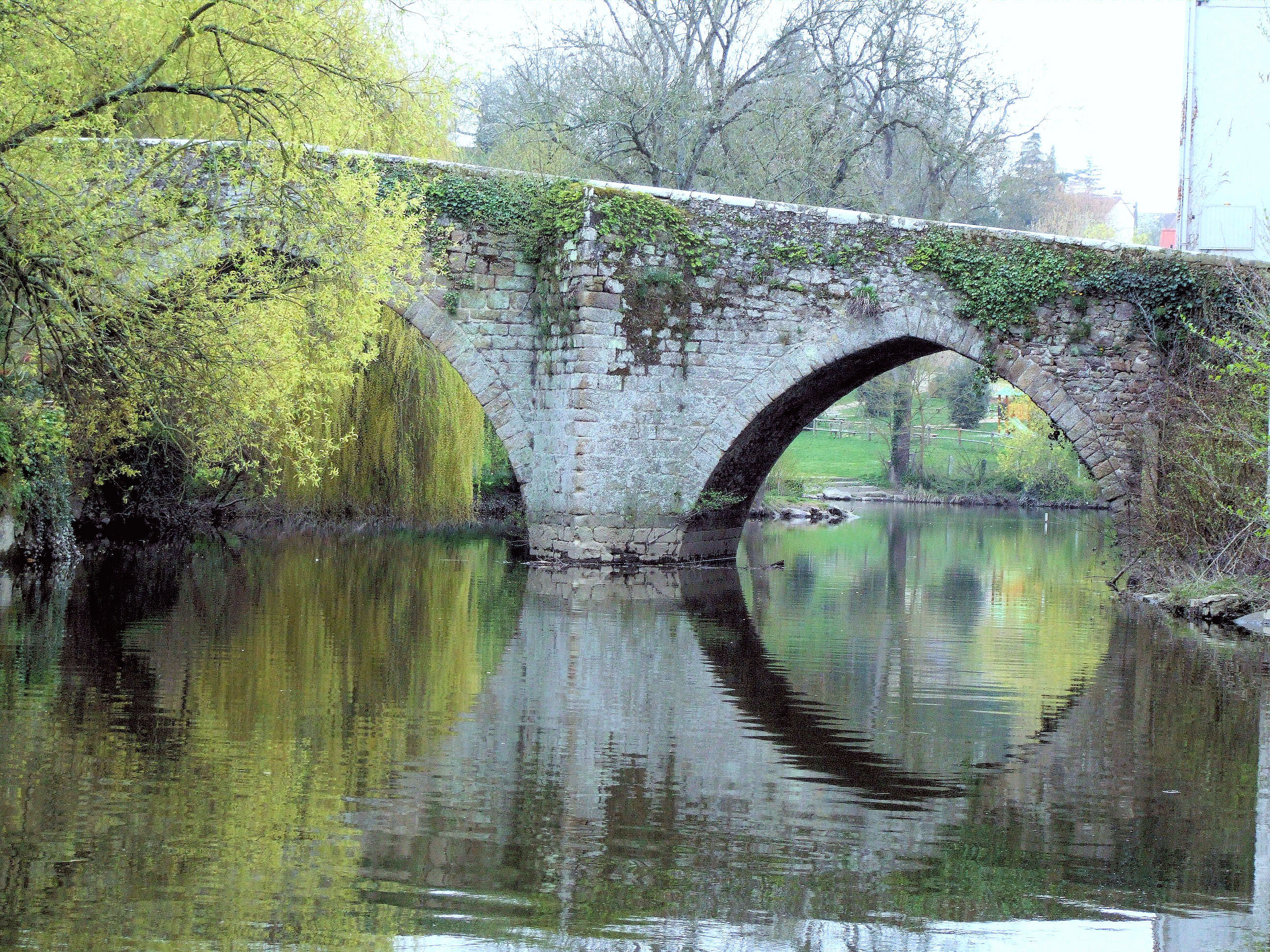
サンタントワーヌ橋
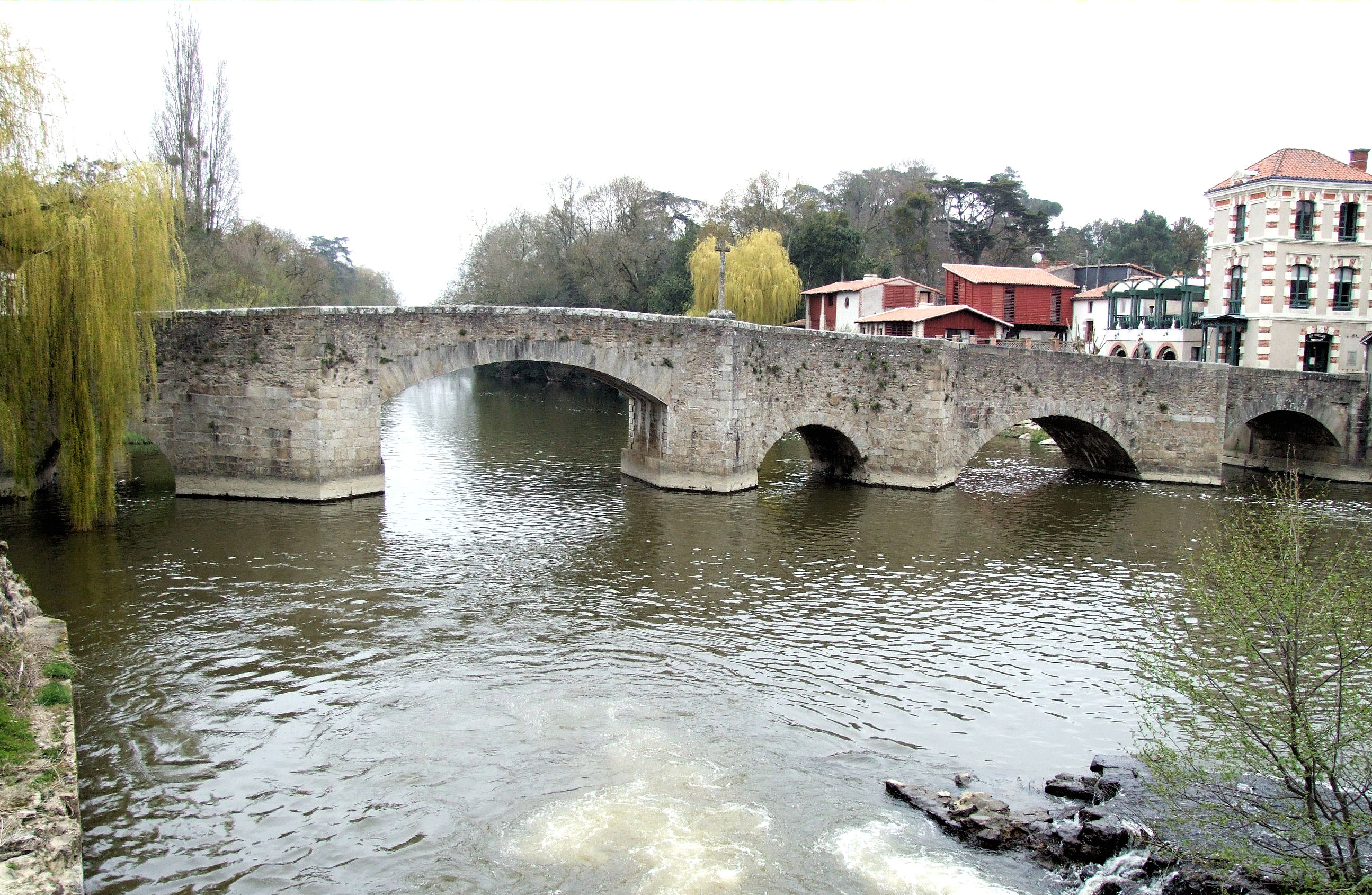
ヴァレ橋

## 姉妹都市
- クレトガウ、ドイツ
- アラトリ、イタリア
- カウブリッジ、イギリス